# Campionato asiatico e oceaniano femminile di pallavolo 2019
Il campionato asiatico e oceaniano femminile di pallavolo 2019 si è svolto dal 18 al 25 agosto 2019 a Seul, in Corea del Sud: al torneo hanno partecipato tredici squadre nazionali asiatiche e oceaniane e la vittoria finale è andata per la quinta volta, la seconda consecutiva, al Giappone.

## Impianti
|                                                                 |                                                                              |  |
|                                                                 |                                                                              |  |
| Jamsil Arena Città: Seul Capienza: 11 069 Anno d'apertura: 1979 | Jamsil Students' Gymnasium Città: Seul Capienza: 7 500 Anno d'apertura: 1976 |  |

## Regolamento

### Formula
Le squadre hanno disputato una prima fase a gironi con formula del girone all'italiana; al termine della prima fase le prime due classificate del girone A e C hanno acceduto al girone E e le prime due classificate del girone B e D hanno acceduto al girone F, mentre l'ultima classificata del girone A e C hanno acceduto al girone G e le ultime due classificate del girone B e l'ultima classificata del girone D hanno acceduto al girone H. Le squadre hanno disputato una seconda fase a gironi con formula del girone all'italiana, conservando i risultati degli scontri diretti; al termine della seconda fase:
- Le prime due classificate del girone E e F hanno acceduto alla fase finale per il primo posto, strutturata in semifinali, finale per il terzo posto e finale.
- Le ultime due classificate del girone E e F hanno acceduto alla fase finale per il quinto postro, strutturata in semifinali, finale per il settimo posto e finale.
- Le prime due classificate del girone G e H hanno acceduto alla fase finale per il nono posto, strutturata in semifinali, finale per l'undicesimo posto e finale.

### Criteri di classifica
Se il risultato finale è stato di 3-0 o 3-1 sono stati assegnati 3 punti alla squadra vincente e 0 a quella sconfitta, se il risultato finale è stato di 3-2 sono stati assegnati 2 punti alla squadra vincente e 1 a quella sconfitta.
L'ordine del posizionamento in classifica è stato definito in base a:
- Numero di partite vinte;
- Punti;
- Ratio dei set vinti/persi;
- Ratio dei punti realizzati/subiti;
- Risultati degli scontri diretti.

## Squadre partecipanti
| Squadra       | Qualificazione      | Ultima partecipazione |
| ------------- | ------------------- | --------------------- |
| Australia     | -                   | Filippine 2017        |
| Cina          | -                   | Filippine 2017        |
| Corea del Sud | Paese organizzatore | Filippine 2017        |
| Giappone      | -                   | Filippine 2017        |
| Hong Kong     | -                   | Filippine 2017        |
| India         | -                   | Cina 2015             |
| Indonesia     | -                   | Thailandia 2013       |
| Iran          | -                   | Filippine 2017        |
| Kazakistan    | -                   | Filippine 2017        |
| Nuova Zelanda | -                   | Filippine 2017        |
| Singapore     | -                   | Cina 1987             |
| Sri Lanka     | -                   | Filippine 2017        |
| Taipei cinese | -                   | Filippine 2017        |
| Thailandia    | -                   | Filippine 2017        |
| Vietnam       | -                   | Filippine 2017        |

## Torneo

### Prima fase
| Girone A      | Girone B   | Girone C      | Girone D  |
| ------------- | ---------- | ------------- | --------- |
| Corea del Sud | Australia  | Nuova Zelanda | Cina      |
| Hong Kong     | Giappone   | Taipei cinese | Indonesia |
| Iran          | India      | Thailandia    | Sri Lanka |
| -             | Kazakistan | -             | -         |

#### Girone A

##### Risultati
| 18 agosto 2019 Jamsil Arena, Seul Durata: 1h:14 - Spettatori: 3 350            | Iran          | 0 - 3 | Corea del Sud | 17-25, 9-25, 14-25  |
| 19 agosto 2019 Jamsil Arena, Seul Durata: 1h:15 - Spettatori: 2 450            | Corea del Sud | 3 - 0 | Hong Kong     | 25-10, 25-14, 25-22 |
| 20 agosto 2019 Jamsil Students' Gymnasium, Seul Durata: 1h:24 - Spettatori: 50 | Hong Kong     | 0 - 3 | Iran          | 20-25, 15-25, 15-25 |

##### Classifica
| Pos | Squadra       | Pt | G | V | P | SV | SP | Ratio | PF  | PS  | Ratio |
| --- | ------------- | -- | - | - | - | -- | -- | ----- | --- | --- | ----- |
| 1   | Corea del Sud | 6  | 2 | 2 | 0 | 6  | 0  | MAX   | 150 | 86  | 1,744 |
| 2   | Iran          | 3  | 2 | 1 | 1 | 3  | 3  | 1,000 | 115 | 125 | 0,920 |
| 3   | Hong Kong     | 0  | 2 | 0 | 2 | 0  | 6  | 0,000 | 96  | 150 | 0,640 |

#### Girone B

##### Risultati
| 18 agosto 2019 Jamsil Arena, Seul Durata: 1h:27 - Spettatori: 500              | Australia  | 0 - 3 | Kazakistan | 19-25, 20-25, 21-25        |
| 18 agosto 2019 Jamsil Students' Gymnasium, Seul Durata: 1h:05 - Spettatori: 25 | Giappone   | 3 - 0 | India      | 25-12, 25-14, 25-8         |
| 19 agosto 2019 Jamsil Arena, Seul Durata: 1h:22 - Spettatori: 210              | Giappone   | 3 - 0 | Kazakistan | 25-19, 25-23, 25-18        |
| 19 agosto 2019 Jamsil Students' Gymnasium, Seul Durata: 1h:38 - Spettatori: 50 | India      | 1 - 3 | Australia  | 25-18, 17-25, 16-25, 22-25 |
| 20 agosto 2019 Jamsil Arena, Seul Durata: 1h:13 - Spettatori: 150              | Giappone   | 0 - 3 | Australia  | 25-11, 25-21, 25-8         |
| 20 agosto 2019 Jamsil Arena, Seul Durata: 1h:51 - Spettatori: 100              | Kazakistan | 3 - 1 | India      | 21-25, 25-16, 25-19, 25-18 |

##### Classifica
| Pos | Squadra    | Pt | G | V | P | SV | SP | Ratio | PF  | PS  | Ratio |
| --- | ---------- | -- | - | - | - | -- | -- | ----- | --- | --- | ----- |
| 1   | Giappone   | 9  | 3 | 3 | 0 | 9  | 0  | MAX   | 225 | 134 | 1,679 |
| 2   | Kazakistan | 6  | 3 | 2 | 1 | 6  | 4  | 1,500 | 231 | 213 | 1,085 |
| 3   | Australia  | 3  | 3 | 1 | 2 | 3  | 7  | 0,429 | 193 | 230 | 0,839 |
| 4   | India      | 0  | 3 | 0 | 3 | 2  | 9  | 0,222 | 192 | 264 | 0,727 |

#### Girone C

##### Risultati
| 18 agosto 2019 Jamsil Arena, Seul Durata: ? - Spettatori: 550                  | Thailandia    | 3 - 1 | Taipei cinese | 20-25, 25-13, 25-22, 25-20 |
| 19 agosto 2019 Jamsil Students' Gymnasium, Seul Durata: 1h:16 - Spettatori: 50 | Nuova Zelanda | 0 - 3 | Taipei cinese | 12-25, 22-25, 13-25        |
| 20 agosto 2019 Jamsil Arena, Seul Durata: 1h:05 - Spettatori: 200              | Nuova Zelanda | 0 - 3 | Thailandia    | 9-25, 13-25, 15-25         |

##### Classifica
| Pos | Squadra       | Pt | G | V | P | SV | SP | Ratio | PF  | PS  | Ratio |
| --- | ------------- | -- | - | - | - | -- | -- | ----- | --- | --- | ----- |
| 1   | Thailandia    | 6  | 2 | 2 | 0 | 6  | 1  | 6,000 | 170 | 117 | 1,453 |
| 2   | Taipei cinese | 3  | 2 | 1 | 1 | 4  | 3  | 1,333 | 155 | 142 | 1,092 |
| 3   | Nuova Zelanda | 0  | 2 | 0 | 2 | 0  | 6  | 0,000 | 84  | 150 | 0,560 |

#### Girone D

##### Risultati
| 18 agosto 2019 Jamsil Students' Gymnasium, Seul Durata: 1h:15 - Spettatori: 20 | Cina      | 3 - 0 | Sri Lanka | 25-11, 25-9, 25-12  |
| 19 agosto 2019 Jamsil Arena, Seul Durata: 1h:19 - Spettatori: 250              | Cina      | 3 - 0 | Indonesia | 25-15, 25-19, 25-12 |
| 20 agosto 2019 Jamsil Students' Gymnasium, Seul Durata: 1h:15 - Spettatori: 20 | Indonesia | 3 - 0 | Sri Lanka | 25-13, 25-15, 25-16 |

##### Classifica
| Pos | Squadra   | Pt | G | V | P | SV | SP | Ratio | PF  | PS  | Ratio |
| --- | --------- | -- | - | - | - | -- | -- | ----- | --- | --- | ----- |
| 1   | Cina      | 6  | 2 | 2 | 0 | 6  | 0  | MAX   | 150 | 78  | 1,923 |
| 2   | Indonesia | 3  | 2 | 1 | 1 | 3  | 3  | 1,000 | 121 | 119 | 1,017 |
| 3   | Sri Lanka | 0  | 2 | 0 | 2 | 0  | 6  | 0,000 | 76  | 150 | 0,507 |

### Seconda fase
| Girone E      | Girone F   | Girone G      | Girone H  |
| ------------- | ---------- | ------------- | --------- |
| Corea del Sud | Cina       | Hong Kong     | Australia |
| Iran          | Giappone   | Nuova Zelanda | India     |
| Taipei cinese | Indonesia  | -             | Sri Lanka |
| Thailandia    | Kazakistan | -             | -         |

#### Girone E

##### Risultati
| 22 agosto 2019 Jamsil Arena, Seul Durata: ? - Spettatori: 2 000     | Corea del Sud | 3 - 0 | Taipei cinese | 25-22, 25-13, 25-19        |
| 22 agosto 2019 Jamsil Arena, Seul Durata: 1h:17 - Spettatori: 150   | Thailandia    | 3 - 0 | Iran          | 25-16, 25-21, 25-13        |
| 23 agosto 2019 Jamsil Arena, Seul Durata: 2h:02 - Spettatori: 75    | Iran          | 1 - 3 | Taipei cinese | 25-22, 23-25, 19-25, 12-25 |
| 23 agosto 2019 Jamsil Arena, Seul Durata: 2h:03 - Spettatori: 3 550 | Corea del Sud | 3 - 1 | Thailandia    | 25-20, 23-25, 25-17, 25-21 |

##### Classifica
| Pos | Squadra       | Pt | G | V | P | SV | SP | Ratio | PF  | PS  | Ratio |
| --- | ------------- | -- | - | - | - | -- | -- | ----- | --- | --- | ----- |
| 1   | Corea del Sud | 9  | 3 | 3 | 0 | 9  | 1  | 9,000 | 248 | 177 | 1,401 |
| 2   | Thailandia    | 6  | 3 | 2 | 1 | 7  | 4  | 1,750 | 253 | 228 | 1,110 |
| 3   | Taipei cinese | 3  | 3 | 1 | 2 | 4  | 7  | 0,571 | 231 | 249 | 0,928 |
| 4   | Iran          | 0  | 3 | 0 | 3 | 1  | 9  | 0,111 | 169 | 247 | 0,684 |

#### Girone F

##### Risultati
| 22 agosto 2019 Jamsil Arena, Seul Durata: 1h:26 - Spettatori: 150 | Cina       | 3 - 0 | Kazakistan | 25-23, 25-12, 25-15               |
| 22 agosto 2019 Jamsil Arena, Seul Durata: 1h:23 - Spettatori: 200 | Giappone   | 3 - 0 | Indonesia  | 25-19, 25-21, 25-13               |
| 23 agosto 2019 Jamsil Arena, Seul Durata: 1h:31 - Spettatori: 300 | Kazakistan | 3 - 0 | Indonesia  | 25-19, 25-15, 25-18               |
| 23 agosto 2019 Jamsil Arena, Seul Durata: 2h:21 - Spettatori: 500 | Giappone   | 2 - 3 | Cina       | 25-14, 11-25, 21-25, 25-18, 12-15 |

##### Classifica
| Pos | Squadra    | Pt | G | V | P | SV | SP | Ratio | PF  | PS  | Ratio |
| --- | ---------- | -- | - | - | - | -- | -- | ----- | --- | --- | ----- |
| 1   | Cina       | 8  | 3 | 3 | 0 | 9  | 2  | 4,500 | 247 | 190 | 1,300 |
| 2   | Giappone   | 7  | 3 | 2 | 1 | 8  | 3  | 2,667 | 244 | 210 | 1,162 |
| 3   | Kazakistan | 3  | 3 | 1 | 2 | 3  | 6  | 0,500 | 185 | 202 | 0,916 |
| 4   | Indonesia  | 0  | 3 | 0 | 3 | 0  | 9  | 0,000 | 151 | 225 | 0,671 |

#### Girone G

##### Risultati
| 22 agosto 2019 Jamsil Students' Gymnasium, Seul Durata: 1h:11 - Spettatori: 25 | Hong Kong | 3 - 0 | Nuova Zelanda | 25-18, 25-15, 25-19 |

##### Classifica
| Pos | Squadra       | Pt | G | V | P | SV | SP | Ratio | PF | PS | Ratio |
| --- | ------------- | -- | - | - | - | -- | -- | ----- | -- | -- | ----- |
| 1   | Hong Kong     | 3  | 1 | 1 | 0 | 3  | 0  | MAX   | 75 | 52 | 1,442 |
| 2   | Nuova Zelanda | 0  | 1 | 0 | 1 | 0  | 3  | 0,000 | 52 | 75 | 0,693 |

#### Girone H

##### Risultati
| 22 agosto 2019 Jamsil Students' Gymnasium, Seul Durata: 2h:04 - Spettatori: 30 | Sri Lanka | 2 - 3 | India     | 27-25, 13-25, 30-28, 10-25, 5-15 |
| 23 agosto 2019 Jamsil Students' Gymnasium, Seul Durata: 1h:17 - Spettatori: 50 | Australia | 3 - 0 | Sri Lanka | 25-17, 25-17, 25-15              |

##### Classifica
| Pos | Squadra   | Pt | G | V | P | SV | SP | Ratio | PF  | PS  | Ratio |
| --- | --------- | -- | - | - | - | -- | -- | ----- | --- | --- | ----- |
| 1   | Australia | 6  | 2 | 2 | 0 | 6  | 1  | 6,000 | 168 | 129 | 1,302 |
| 2   | India     | 2  | 2 | 1 | 1 | 4  | 5  | 0,800 | 198 | 178 | 1,112 |
| 3   | Sri Lanka | 1  | 2 | 0 | 2 | 2  | 6  | 0,333 | 134 | 193 | 0,694 |

### Fase finale

#### Finali 1º e 3º posto
|  | Semifinali    | Semifinali    | Semifinali |            |          | Finale 3º/4º posto | Finale 3º/4º posto | Finale 3º/4º posto |  |
|  |               |               |            |            |          |                    |                    |                    |  |
|  | Corea del Sud | Corea del Sud | 1          |            |          |                    |                    |                    |  |
|  | Corea del Sud | Corea del Sud | 1          |            |          |                    |                    |                    |  |
|  | Giappone      | Giappone      | 3          |            |          |                    |                    |                    |  |
|  | Giappone      | Giappone      | 3          |            | Giappone | Giappone           | 3                  |                    |  |
|  |               |               |            |            | Giappone | Giappone           | 3                  |                    |  |
|  |               |               | Thailandia | Thailandia | 1        |                    |                    |                    |  |
|  | Cina          | Cina          | Thailandia | Thailandia | 1        | 1                  |                    |                    |  |
|  | Cina          | Cina          |            |            |          | 1                  |                    |                    |  |
|  | Thailandia    | Thailandia    | 3          |            |          | Finale 1º/2º posto | Finale 1º/2º posto | Finale 1º/2º posto |  |
|  | Thailandia    | Thailandia    | 3          |            |          |                    |                    |                    |  |
|  |               |               |            |            |          |                    |                    |                    |  |
|  |               |               |            |            |          | Corea del Sud      | Corea del Sud      | 3                  |  |
|  |               |               |            |            |          | Corea del Sud      | Corea del Sud      | 3                  |  |
|  |               |               |            |            |          | Cina               | Cina               | 0                  |  |

##### Semifinali
| 24 agosto 2019 Jamsil Arena, Seul Durata: 1h:54 - Spettatori: 3 670 | Corea del Sud | 1 - 3 | Giappone   | 25-22, 23-25, 24-26, 26-28 |
| 24 agosto 2019 Jamsil Arena, Seul Durata: 2h:16 - Spettatori: 600   | Cina          | 1 - 3 | Thailandia | 25-23, 22-25, 32-34, 23-25 |

##### Finale 3º posto
| 25 agosto 2019 Jamsil Arena, Seul Durata: 1h:37 - Spettatori: 3 200 | Corea del Sud | 3 - 0 | Cina | 25-21, 25-20, 25-22 |

##### Finale
| 25 agosto 2019 Jamsil Arena, Seul Durata: 1h:44 - Spettatori: 2 964 | Giappone | 3 - 1 | Thailandia | 25-22, 18-25, 25-18, 25-23 |

#### Finali 5º e 7º posto
|  | Semifinali    | Semifinali    | Semifinali |            |               | Finale 5º/6º posto | Finale 5º/6º posto | Finale 5º/6º posto |  |
|  |               |               |            |            |               |                    |                    |                    |  |
|  | Taipei cinese | Taipei cinese | 3          |            |               |                    |                    |                    |  |
|  | Taipei cinese | Taipei cinese | 3          |            |               |                    |                    |                    |  |
|  | Indonesia     | Indonesia     | 1          |            |               |                    |                    |                    |  |
|  | Indonesia     | Indonesia     | 1          |            | Taipei cinese | Taipei cinese      | 1                  |                    |  |
|  |               |               |            |            | Taipei cinese | Taipei cinese      | 1                  |                    |  |
|  |               |               | Kazakistan | Kazakistan | 3             |                    |                    |                    |  |
|  | Kazakistan    | Kazakistan    | Kazakistan | Kazakistan | 3             | 3                  |                    |                    |  |
|  | Kazakistan    | Kazakistan    |            |            |               | 3                  |                    |                    |  |
|  | Iran          | Iran          | 0          |            |               | Finale 7º/8º posto | Finale 7º/8º posto | Finale 7º/8º posto |  |
|  | Iran          | Iran          | 0          |            |               |                    |                    |                    |  |
|  |               |               |            |            |               |                    |                    |                    |  |
|  |               |               |            |            |               | Indonesia          | Indonesia          | 2                  |  |
|  |               |               |            |            |               | Indonesia          | Indonesia          | 2                  |  |
|  |               |               |            |            |               | Iran               | Iran               | 3                  |  |

##### Semifinali
| 24 agosto 2019 Jamsil Arena, Seul Durata: 1h:56 - Spettatori: 2 550            | Taipei cinese | 3 - 1 | Indonesia | 25-20, 25-18, 23-25, 28-26 |
| 24 agosto 2019 Jamsil Students' Gymnasium, Seul Durata: 1h:22 - Spettatori: 50 | Kazakistan    | 3 - 0 | Iran      | 25-17, 25-21, 26-24        |

##### Finale 7º posto
| 25 agosto 2019 Jamsil Students' Gymnasium, Seul Durata: 2h:07 - Spettatori: 50 | Indonesia | 2 - 3 | Iran | 27-25, 25-18, 20-25, 13-25, 13-15 |

##### Finale 5º posto
| 25 agosto 2019 Jamsil Arena, Seul Durata: 1h:57 - Spettatori: 1 000 | Kazakistan | 3 - 1 | Taipei cinese | 22-25, 25-19, 25-22, 25-21 |

#### Finali 9º e 11º posto
|  | Semifinali    | Semifinali    | Semifinali |           |       | Finale 9º/10º posto  | Finale 9º/10º posto  | Finale 9º/10º posto  |  |
|  |               |               |            |           |       |                      |                      |                      |  |
|  | Hong Kong     | Hong Kong     | 0          |           |       |                      |                      |                      |  |
|  | Hong Kong     | Hong Kong     | 0          |           |       |                      |                      |                      |  |
|  | India         | India         | 3          |           |       |                      |                      |                      |  |
|  | India         | India         | 3          |           | India | India                | 2                    |                      |  |
|  |               |               |            |           | India | India                | 2                    |                      |  |
|  |               |               | Australia  | Australia | 3     |                      |                      |                      |  |
|  | Australia     | Australia     | Australia  | Australia | 3     | 3                    |                      |                      |  |
|  | Australia     | Australia     |            |           |       | 3                    |                      |                      |  |
|  | Nuova Zelanda | Nuova Zelanda | 2          |           |       | Finale 11º/12º posto | Finale 11º/12º posto | Finale 11º/12º posto |  |
|  | Nuova Zelanda | Nuova Zelanda | 2          |           |       |                      |                      |                      |  |
|  |               |               |            |           |       |                      |                      |                      |  |
|  |               |               |            |           |       | Hong Kong            | Hong Kong            | 3                    |  |
|  |               |               |            |           |       | Hong Kong            | Hong Kong            | 3                    |  |
|  |               |               |            |           |       | Nuova Zelanda        | Nuova Zelanda        | 1                    |  |

##### Semifinali
| 24 agosto 2019 Jamsil Students' Gymnasium, Seul Durata: 1h:12 - Spettatori: 50 | Hong Kong | 0 - 3 | India         | 19-25, 14-25, 22-25              |
| 24 agosto 2019 Jamsil Students' Gymnasium, Seul Durata: 1h:58 - Spettatori: 50 | Australia | 3 - 2 | Nuova Zelanda | 25-13, 25-20, 24-26, 26-28, 15-9 |

##### Finale 11º posto
| 25 agosto 2019 Jamsil Students' Gymnasium, Seul Durata: 1h:30 - Spettatori: 50 | Hong Kong | 3 - 1 | Nuova Zelanda | 16-25, 25-13, 25-15, 25-17 |

##### Finale 9º posto
| 25 agosto 2019 Jamsil Students' Gymnasium, Seul Durata: 2h:00 - Spettatori: 50 | India | 2 - 3 | Australia | 25-22, 25-22, 22-25, 21-25, 12-15 |

## Podio

### Campione
Formazione: 5 Miwako Osanai, 6 Nanami Seki, 7 Tamaki Matsui, 8 Yuri Yoshino, 9 Mai Irisawa, 10 Miyu Nakagawa, 11 Nichika Yamada, 12 Minami Nishimura, 13 Haruna Soga, 14 Mayu Ishikawa, 15 Shion Hirayama, 16 Rena Mizusugi, 17 Yuki Nishikawa, 18 Kotomi Osaka, CT: Noboru Aihara

### Secondo posto
Formazione: 2 Piyanut Pannoy, 3 Pornpun Guedpard, 4 Thatdao Nuekjang, 5 Pleumjit Thinkaow, 6 Onuma Sittirak, 8 Watchareey Nuanjam, 9 Wanitchaya Luangtonglang, 10 Wilavan Apinyapong, 13 Nootsara Tomkom, 15 Malika Kanthong, 19 Chatchu-on Moksri, 22 Yupa Sanitklang, 24 Tichakorn Boonlert, 25 Tikamporn Changkeaw, CT: Danai Sriwatcharamethakul

### Terzo posto
Formazione: 1 Lee So-young, 2 Lee Ju-ha, 3 Yeum Hye-seon, 4 Kim Hee-jin, 6 Kim Hae-ran, 7 Ha Hye-jin, 8 Park Eun-jin, 9 Oh Ji-young, 10 Kim Yeon-koung, 11 Kim Su-ji, 14 Yang Hyo-jin, 17 Lee Jae-yeong, 18 Pyo Seung-ju, CT: Stefano Lavarini

## Classifica finale
| Pos | Squadra       | Qualificazione                                                                                            |
| --- | ------------- | --- |
|     | Giappone      | Campionato asiatico e oceaniano 2023                                                                      |
|     | Thailandia    | Qualificazioni asiatiche e oceaniane ai Giochi della XXXII Olimpiade Campionato asiatico e oceaniano 2023 |
|     | Corea del Sud | Qualificazioni asiatiche e oceaniane ai Giochi della XXXII Olimpiade Campionato asiatico e oceaniano 2023 |
| 4   | Cina          | Campionato asiatico e oceaniano 2023                                                                      |
| 5   | Kazakistan    | Qualificazioni asiatiche e oceaniane ai Giochi della XXXII Olimpiade Campionato asiatico e oceaniano 2023 |
| 6   | Taipei cinese | Qualificazioni asiatiche e oceaniane ai Giochi della XXXII Olimpiade Campionato asiatico e oceaniano 2023 |
| 7   | Iran          | Qualificazioni asiatiche e oceaniane ai Giochi della XXXII Olimpiade Campionato asiatico e oceaniano 2023 |
| 8   | Indonesia     | Qualificazioni asiatiche e oceaniane ai Giochi della XXXII Olimpiade Campionato asiatico e oceaniano 2023 |
| 9   | Australia     | Qualificazioni asiatiche e oceaniane ai Giochi della XXXII Olimpiade Campionato asiatico e oceaniano 2023 |
| 10  | India         | Qualificazioni asiatiche e oceaniane ai Giochi della XXXII Olimpiade Campionato asiatico e oceaniano 2023 |
| 11  | Hong Kong     | |
| 12  | Nuova Zelanda | |
| 13  | Sri Lanka     | |

## Premi individuali
| Premio                 | Nome            | Squadra       |
| ---------------------- | --------------- | ------------- |
| MVP                    | Mayu Ishikawa   | Giappone      |
| Miglior palleggiatrice | Nootsara Tomkom | Thailandia    |
| Miglior opposto        | Haruna Soga     | Giappone      |
| Miglior schiacciatrice | Mayu Ishikawa   | Giappone      |
| Miglior schiacciatrice | Kim Yeon-koung  | Corea del Sud |
| Miglior centrale       | Nichika Yamada  | Giappone      |
| Miglior centrale       | Yang Hanyu      | Cina          |
| Miglior libero         | Piyanut Pannoy  | Thailandia    |